# Wywód jedynowłasnego państwa świata
Wywód jedynowłasnego państwa świata – rozprawa ks. Wojciecha Dębołęckiego, która ukazała się w Warszawie w 1633 roku o pełnym tytule: Wywod iedynowłasnego panstwa swiata, w ktorym pokazuie X. Woyciech Debolecki [...], ze nastarodawnieysze w Europie Krolestwo Polskie, lvbo Scythyckie, [...] ma prawdziwe successory i Adama, Setha, y Iapheta [...] y że dla tego Polaki Sarmatami zowią, a gwoli temu y to sie pokazuie, że język słowieński pierwotny iest na świecie [...]. Niegań aż przeczytasz.
Dębołęcki napisał rozprawę pełną pseudohistorycznych i pseudolingwistycznych fantazji, która wpisywała się w ideę sarmatyzmu. Według autora protoplastami Królestwa Polskiego byli Adam, Set i Jafet, zaś pochodzenie Polaków Dębołęcki wywodził od Scytów, co miało być predestynacją do panowania nad światem. Języki słowiańskie miały pochodzić od biblijnego języka adamowego i leżeć u podstaw greki, łaciny i innych języków.